# Артефакты МРТ
Артефакты МРТ (от лат. artefaktum — искусственно сделанное) — искусственные погрешности в процессе МРТ-исследования, значительно ухудшающие качество изображения. Артефакты МРТ оказывают негативное влияние на возможности адекватной оценки изображения экспертом (снижают информативность), а также могут создавать иллюзию патологии на изображении (искажение информативности).

## Классификация артефактов
Артефакты МРТ разбиваются на четыре основные категории:
1. Возмущения магнитного поля
2. Радиочастотные артефакты и артефакты, связанные с градиентами
3. Артефакты движения и потоков
4. Артефакты обработки и построения изображений

## Артефакты, связанные с возмущением магнитного поля
Это те артефакты МР-томограмм, которые вызваны воздействием на магнитное поле томографа окружающих ферромагнитных предметов, ими могут являться автомобили, стоящие в непосредственной близости, лифты и аналогичные предметы. Для защиты от данного типа артефактов используется шиммирование и экранирование помещения, в котором расположен томограф. Данный вид артефактов встречается довольно редко за счёт хороших современных систем обеспечения безопасности для проведения исследований.

###### Артефакты локальной неоднородности[2]
Локальная неоднородность магнитного поля вызывается находящимися поблизости ферромагнитными элементами. В результате их присутствия и воздействия их свойств может полностью пропадать сигнал в некоторой локальной области магнитного поля, может происходить и искажение интенсивности сигнала на краях такой области. Рекомендуется, чтобы человек, проходящий исследование в томографе, предварительно устранил с себя все внешние металлические объекты (ювелирные украшения, часы, металлические пряжки и т. д.). При этом некоторые сплавы допустимы к использованию в томографах, такими, например, делают современные импланты.

###### Артефакты восприимчивости (susceptibility)
Возникают из-за высокого уровня намагниченности ткани. Эта характеристика определяется как магнитная восприимчивость. Обычно значения этого показателя для тканей невелики, однако, если произошло кровоизлияние, то локально увеличивается концентрация гемоглобина, и присутствие ферромагнетика ухудшает качество поля. Аналогичный эффект может происходить на границе ткани и воздуха (лёгкие, пазухи, носоглотка). Как результат, сигнал в локальном поле может усиливаться или ухудшаться. Эффект восприимчивости легче устраняется при использовании последовательностей спинового эха, чем последовательностей градиентного эха.

## Радиочастотные артефакты и артефакты градиентов

###### Артефакты профиля среза
Вызваны кросс-возбуждением — интерференцией радиочастотных импульсов, которые предназначены для одного среза, с возбуждением соседнего среза. Возникают изменения контраста изображения. В качестве защиты от данного вида артефактов используется увеличение межсрезовых интервалов или непоследовательное возбуждение анатомически соседних срезов.

###### Артефакты в последовательностях многократного спинового эха
Возникают, если рефокусирующие импульсы не соответствуют точно 180 градусам на протяжении всего слоя, и в зоне перехода (от 0° до 180°) на краях слоя имеется весь диапазон углов отклонения. В этом случае что рефокусирующие импульсы будут формировать и другие сигналы, которые, не будучи погашенными, могут ухудшить изображения, получаемые в дальнейшем по второму эхо. В случае, если период повторения не предполагает возможности полного восстановления сигнала, то профиль, изначально заданный радиочастотным импульсом, будет искажен.

###### Линейные артефакты
Выражается появлением линий высокой интенсивности в центре изображения, ориентированных в направлении фазового кодирования. Вызывается радиочастотными наводками из передатчика в приемник. Наводка будет проявляться в центре каждой проекции, так как наводка производится на резонансной частоте. Небольшие вариации величины наводки в каждой проекции вызывают артефакт, распределенный по полю обзора в направлении фазового кодирования. Артефакт можно устранить, делая два усреднения вместе с чередованием фазы возбуждающего импульса. Артефакт линии в направлении фазового кодирования, удаленной от центра изображения, обычно является результатом интерференции на явно выраженной частоте. Она обычно вызывается паразитной радиочастотой, например, коммерческих радио- и телевизионных станций. Радиочастотного экрана, поставляемого с коммерческими системами обычно бывает достаточно, но периодически следует проверять и чистить дверные контакты.

## Артефакты движения
Артефакты дыхательного движения и сердцебиения
Чаще всего встречаются при исследовании брюшной полости. МРТ-изображение размывается при движении, могут появляться «призраки». Границы анатомических структур становятся нечёткими, так как изображения при движении усредняются. Малые повреждения могут затемняться. «Призраками» же называют артефакты, где возникают частичные копии основного изображения, которые могут появляться в разных местах. Причина артефактов-«призраков» — пульсирующие потоки жидкости.

###### Поток
Источник — пульсирующие потоки крови и спинномозговой жидкости. Скорость потока будет разной на строках томограммы. Артефакты потока наблюдаются в виде колонок, проходящих через положения артериальных сосудов. Венозный кровоток также создает артефакты, но они гораздо слабее, поскольку пульсация вен слабее.

## Артефакты обработки сигнала и построения изображений

###### Артефакты химического сдвига
Частотнозависимый артефакт, вызванный различиями резонансных частот в отличающихся друг от друга средах. Частоты протонов в жирной и в водной среде различаются на 3.5 м.д. Наиболее заметен сильных полях, приводит к смещению на несколько пикселов в направлении считывания.

###### Артефакт усечения
Виден на изображении как параллельные полосы, близкие к границам тканей с различными интенсивностями сигналов, такими как жир и мышца или спинномозговая жидкость и спинной мозг. Эти линии часто трудно поддаются распознаванию как артефакты, так как создают иллюзию сходства с реальными структурами. Артефакты усечения особенно сильны при использовании маленьких матриц изображения и могут быть легко ослаблены при увеличении матрицы. Однако особенностью является то, что артефакты усечения чаще всего встречаются в направлении фазового кодирования, а увеличение матрицы в этом направлении увеличивает и время сканирования, что нежелательно. Сочетание подходящей ориентации сканирования и увеличение матрицы данных в направлении частотного кодирования обычно ослабляют артефакт до допустимого уровня.

###### Наложение изображений
Наложение — это обратное свертывание в изображение информации, расположенной вне выбранного поля обзора. Оно может иметь место в направлениях как фазового, так и частотного кодирования. Решение — сверх выборка. В случае фазового кодирования — ориентация направления кодирования так, чтобы анатомические структуры не выходили за границы кадра. При невозможности — применение поверхностной катушки.
Артефакт чёрной границы
Последовательности «инверсия-восстановление» и градиентные эхо-сигналы создают чёткие чёрные контуры анатомических фигур. Сигналы воды и жира могут быть или в фазе, или в противофазе. Если это случайно происходит в тех вокселах, где существуют парциальные объемные эффекты между органами, богатыми водой, и органами богатыми жиром, то соответствующие сигналы взаимно уничтожаются, и видимым остаются артефактные контуры органа.

###### Квадратурный артефакт
Некорректная настройка сдвига сигнала (опорный сигнал одного канала должен быть сдвинут ровно на 90 градусов по отношению к опорному сигналу второго канала) возникновению ложного изображения, повернутого вокруг осей X и Y по отношению к основному изображению. Устраняется постепенной регулировкой фазы квадратурного канала и коэффициента усиления приемника.

## Основные типы артефактов МРТ и способы их устранения[5][1]
| Артефакт                   | Описание                                                                                               | Причины | Устранение |
| Наложение                  | Изображение свернуто вокруг фазового кодирования — частотоного кодирования — плоскости выбора среза    | Слишком узкие границы Фурье-пространства                                                                    | отслеживать более высокие частоты — ограничить фильтром ширину полосы для данных — ограничить возбуждаемый объём                    |
| Усечение                   | «Звенят» края срезов сирингоподобная полоса                                                            | Нарушение границы Фурье пространства                                                                        | - отодвинуть границу фильтра — переформировать данные                                                                               |
| Звезды/змейки              | Полосы, проходящие через центр изображения                                                             | Проникание РЧ остаточный FID или стимулированное эхо                                                        | отфазировать цикл Фазовый цикл сместить к границе с изменённой фазой устранить стимулированное эхо с помощью градиента              |
| Ошибки в данных            | Полосатое изображение размытые линии изображения в фазовом направлении                                 | Одна плохая точка Мала разрядность АЦП — дискретный РЧ-шум                                                  | Выбросить её, заменив интерполированным значением Заменить приемник Экранировать помещение                                          |
| Возмущения магнитного поля | Пространственные искажения томограммы или потеря сигнала                                               | Неоднородность Во Ферромагнитные имплантаты, внешние железные и т. п. предметы Химический сдвиг             | Шиммировать магнит Устранить мешающие объекты Использовать спин-эхо Увеличить считывающий градиент                                  |
| Неидеальные градиенты      | Пространственные искажения Асимметрический «звон» на краях Полосатость в режиме множественных эхо      | Градиенты нелинейны Градиентный усилитель насыщается Интерференция между спин-эхо и стимулированным эхо     | Необходимо улучшить аппаратуру Расширить динамический диапазон усилителя Использовать очищающие градиенты                           |
| «призраки»                 | Повернуты на 180° относительно начала Инверсия в направлении фазового кодирования Смещенные «призраки» | Разбаланс квадратурного детектора Стимулированное эхо в мульти-эхо-сигналах Ошибка оцифровки в ЦАП движение | Сбалансировать Расфазировать все эхо-сигналы высших порядков Удерживать целые значения фазовых градиентов Множество частных решений |
| Потоки                     | Смещенные «призраки» в изображении Аномальные интенсивности                                            | Фазовые ошибки из-за движения Добавка или потеря спинов                                                     | Методы коррекции градиентов (баланс площадей, тайминг)                                                                              |
| Контуры                    | темные границы между структурами изображения                                                           | Нулевая точка при восстановлении после инверсии Химический сдвиг Смещение за счет движения                  | Изменить TI или строить магнитудное изображение Применить спин-эхо или химсдвиговую томографию CSI Изменить циклограмму градиентов  |